# Dinembia ferruginea
Dinembia ferruginea is een insectensoort uit de familie Embiidae, die tot de orde webspinners (Embioptera) behoort. De soort komt voor in Congo-Kinshasa.
Dinembia ferruginea is voor het eerst wetenschappelijk beschreven door Davis in 1939.